# K. K. 도즈
K. K. 도즈(K. K. Dodds, 1965년 ~ )는 미국의 배우이다. 드라마 《프리즌 브레이크》에서 수전 홀랜더 역으로 출연했다.

## 출연 작품
- 스파이더맨 (2002년) - 심킨스 역
- 사랑도 리콜이 되나요 (2000년)
- 존 말코비치 되기 (1999년)
- 사랑이 지나간 자리 (1999년)
- 솔저 (1998년)
- 텔링 라이스 인 아메리카 (1997년)
- 베스트 맨 (1997년)
- 인질 (1997년) - 릴리 역
- 유혹의 선 (1990년)

### 텔레비전
- 프리즌 브레이크 (2006-07)